# Svojstva zbrajanja i množenja
Za sve prirodne, cijele, racionalne i iracionalne (realne) brojeve vrijede ova svojstva za zbrajanje i množenje:
1. Asocijativnost zbrajanja (a + b) + c = a + (b + c)  i Asocijativnost množenja (a ∙ b) ∙ c = a ∙(b ∙ c)
2. Komutativnost zbrajanja  a + b = b + a i Komutativnost množenja  a ∙ b = b ∙ a
3. Distributivnost množenja prema zbrajanju  a ∙ (b + c) = a ∙ b + a ∙ c,  odnosno (a + b) ∙ c = a ∙ c + b ∙ c